# Choye
Choye is een plaats en voormalige gemeente in het Franse departement Haute-Saône in de regio Bourgogne-Franche-Comté en telt 407 inwoners (2011). De plaats maakt deel uit van het arrondissement Vesoul.

## Gechiedenis
Op 1 januari 2025 fuseerde Choye met de gemeente Villefrancon tot de commune nouvelle Colombine, waarvan Choye de hoofdplaats werd.

## Geografie
De oppervlakte van Choye bedraagt 14,7 km², de bevolkingsdichtheid is 27,7 inwoners per km².
De onderstaande kaart toont de ligging van Choye met de belangrijkste infrastructuur en aangrenzende gemeenten.

## Demografie
Onderstaande figuur toont het verloop van het inwonertal.